# Muang Xay
Muang Xay (lao ເມືອງໄຊ), parfois appelée Oudomxay, est la capitale de la province d'Oudomxay au Laos.

## Démographie
En 2015, la population de la ville est de 35 289 habitants. La population de la ville est principalement de l'ethnie Lao Loum mais les Khmu, majoritaires dans la province, sont également présents.

## Géographie
La ville se trouve au bord de la rivière Nam Kor et est entourée de montagnes.

## Transports
La ville est un carrefour routier important dans le Nord du Laos. Elle se trouve sur la route nationale 13 qui relie Luang Prabang à la frontière chinoise. La route 2E relie Muang Xay à la province de Phongsaly et la route 2W à celle de Sayaboury. La ville est également desservie par un aéroport. Des vols pour la capitale Vientiane sont opérés par Lao Airlines.